# Iron King
Iron King (アイアンキング Aian Kingu?) (アイアンキング Aian Kingu?) es una serie de televisión del género tokusatsu acerca de un cyborg gigante. La serie fue producida por Nippon Gendai y Senkosha (ahora Senko Planning), se estrenó por Tokyo Broadcasting System del 8 de octubre de 1972 al 8 de abril de 1973, contando con un total de 26 episodios.
- Datos: Q6072636